# Elina Tzengko
Elina Tzengko (griechisch Έλίνα Τζένγκο; albanisch Elina Xhengo; * 2. September 2002 in Nea Kallikratia) ist eine griechische Leichtathletin, die sich auf den Speerwurf spezialisiert hat. Ihren größten Erfolg feierte sie mit dem Gewinn der Goldmedaille bei den Europameisterschaften 2022 in München.

## Sportliche Laufbahn
Erste Erfahrungen bei internationalen Meisterschaften sammelte Elina Tzengko im Jahr 2018, als sie bei den U18-Europameisterschaften in Győr mit einer Weite von 53,84 m mit dem 500 g schweren Speer den siebten Platz belegte. Anschließend startete sie bei den Olympischen Jugendspielen in Buenos Aires und gewann dort die Goldmedaille. 2019 stellte sie in Ioannina mit 65,90 m eine neue U18-Weltbestleistung auf und löste damit die Kubanerin Marisleisys Duarthe ab, die diese Bestmarke seit 2017 innehatte. Ende Juli belegte sie bei den U20-Europameisterschaften in Borås mit 53,99 m den vierten Platz und nur eine Woche später erreichte sie beim Europäischen Olympischen Jugendfestival (EYOF) in Baku das Finale, konnte dort aber verletzungsbedingt nicht mehr an den Start gehen. 2020 verbesserte sie bei den griechischen U20-Landesmeisterschaften in Ioannina den U20-Weltrekord auf 63,96 m und löste damit die Bestmarke der Kubanerin Yulenmis Aguilar aus dem Jahr ab. 2021 siegte sie bei den Balkan-Meisterschaften in Smederevo mit einem Wurf auf 61,42 m und kurz darauf siegte sie mit 61,18 m bei den U20-Europameisterschaften in Tallinn. Anschließend gewann sie bei den U20-Weltmeisterschaften in Nairobi mit 59,60 m die Silbermedaille. Im Jahr darauf siegte sie mit 65,40 m beim Ostrava Golden Spike und schied anschließend bei den Weltmeisterschaften in Eugene mit 57,12 m in der Qualifikationsrunde aus. Bei den Europameisterschaften in München gewann Tzengko mit persönlicher Bestleistung von 65,81 m die Goldmedaille.
2023 wurde Tzengko bei der 1. Liga der Team-Europameisterschaft im Zuge der Europaspiele in Chorzów mit 59,40 m Fünfte und anschließend siegte sie mit 60,73 m bei den U23-Europameisterschaften in Espoo. Kurz darauf belegte sie bei den Balkan-Meisterschaften in Kraljevo mit 55,47 m den fünften Platz, ehe sie bei den Weltmeisterschaften in Budapest mit 54,27 m in der Qualifikationsrunde ausschied. Im Jahr darauf gewann sie bei den Balkan-Meisterschaften in Izmir mit 58,11 m die Silbermedaille hinter der Türkin Eda Tuğsuz. Kurz darauf belegte sie bei den Europameisterschaften in Rom mit 59,46 m den sechsten Platz. Im August gelangte sie dann bei den Olympischen Sommerspielen in Paris mit 61,85 m im Finale auf Rang neun.
In den Jahren von 2020 bis 2024 wurde Tzengko griechische Meisterin im Speerwurf.

## Leben
Elina Tzengko ist Tochter albanischer Migranten. Sie hat zwei ältere Schwestern und lebt in Nea Kallikratia (Chalkidiki). Nach ihrem Schulabschluss nahm sie an der Aristoteles-Universität Thessaloniki das Studium der Sportwissenschaften auf.